# باشگاه فوتبال هارو بورو
باشگاه فوتبال هارو بورو (به انگلیسی: Harrow Borough Football Club) یک باشگاه فوتبال در شهر لندن بورو آف هارو، کشور انگلستان است که در سال ۱۹۳۳ میلادی تأسیس شده‌است.